# Enzo Liberti
Enzo Liberti, all'anagrafe Vincenzo Liberti (Roma, 20 aprile 1926 – Saint-Laurent-du-Var, 5 maggio 1986), è stato un attore, doppiatore e regista italiano, che lavorò in teatro, cinema e televisione per la quale fu attivo anche in qualità di autore.

## Biografia

### Carriera
Avviatosi inizialmente alla carriera di corriere diplomatico, venne scoperto da Checco Durante in una serata in casa di amici comuni, dove intratteneva i presenti con imitazioni dei personaggi radiofonici famosi dell'epoca. Nel 1950 entrò così a far parte della "compagnia Stabile del Teatro di Roma", che nello stesso anno aveva trovato sede nell'antico Teatro Rossini di piazza Santa Chiara, dove conobbe Leila Durante, che diventerà in seguito sua moglie. Si dedicò quindi principalmente al genere dialettale romano, nella compagnia del Teatro Rossini, assieme alla moglie Leila, al suocero Checco Durante e alla suocera Anita Durante. Si cimentò anche come autore di commedie e nella recitazione in italiano in compagnie di primo piano, accanto ad attori del calibro di Peppino De Filippo, Gino Cervi, Andreina Pagnani, Ernesto Calindri, Lauretta Masiero e molti altri. Nel 1954/55, dopo aver partecipato ad un primo film, curò la regia cinematografica di due pellicole interpretate dagli attori della compagnia di Checco Durante, continuando in seguito come attore caratterista cinematografico.
Nel 1954 iniziò una lunga attività come doppiatore, solitamente per le cooperative ODI (da molto giovane), CID e CVD. Il timbro particolare della sua voce, squillante e profonda al tempo stesso, ne fece uno dei doppiatori più richiesti per la caratterizzazione di attori italiani o stranieri in genere robusti e/o corpulenti. Ma in tal senso ebbe al suo attivo un record, avendo doppiato una delle creature più gigantesche apparse sugli schermi, ovvero il mostro Godzilla nel film Godzilla contro i giganti. Sempre negli anni cinquanta iniziò a recitare nella prosa televisiva Rai, dai cui schermi diventò effettivamente famoso solo a partire dal 1974, quando col varietà Tante scuse iniziò la sua collaborazione con Raimondo Vianello e Sandra Mondaini, destinata a durare fino alla scomparsa.

### Morte
Da tempo gravemente malato di cuore, morì all'età di 60 anni il 5 maggio 1986, mentre si trovava nella clinica "Arnault Tzanck" di Saint-Laurent-du-Var, vicino a Nizza, dove era stato sottoposto a un intervento chirurgico cardiaco, nel periodo in cui si tenevano le registrazioni della popolare trasmissione Zig Zag: 24 puntate con la sua presenza continueranno infatti ad andare in onda dopo la sua morte.
I conduttori, nonché suoi amici, Raimondo Vianello e Sandra Mondaini decidono quindi in autonomia di chiudere definitivamente il quiz per rispetto alla memoria del defunto. La salma fu riportata in Italia il successivo 7 maggio per i funerali, che si tennero  il giorno seguente nella basilica di San Lorenzo fuori le mura a Roma. Liberti riposa nel cimitero del Verano di Roma, accanto alla moglie.

## Filmografia

### Regista
- Il porto della speranza (anche fotografia e sceneggiatura) (1954)
- Processo all'amore (anche soggetto sceneggiatura) (1955)

### Attore

#### Cinema

Liberti (al centro) in un fotogramma del film I ragazzi del massacro (1969)

Liberti (a destra) in un fotogramma del film Pierino colpisce ancora (1982)

- Se vincessi cento milioni, episodio Il promesso sposato, regia di Carlo Campogalliani e Carlo Moscovini (1953)
- Carmen di Trastevere, regia di Carmine Gallone (1962)
- Made in Italy, regia di Nanni Loy (1965)
- Soldati e capelloni, regia di Ettore Maria Fizzarotti (1967)
- I ragazzi del massacro, regia di Fernando Di Leo (1969)
- Oh dolci baci e languide carezze, regia di Mino Guerrini (1969)
- Bella di giorno moglie di notte, regia di Nello Rossati (1971)
- Buona parte di Paolina, regia di Nello Rossati (1973)
- La polizia è al servizio del cittadino?, regia di Enzo G. Castellari (1973)
- Mordi e fuggi, regia di Dino Risi (1973)
- Morbosità, regia di Luigi Russo (1974)
- I sette magnifici cornuti, regia di Luigi Russo (1974)
- Due sul pianerottolo, regia di Mario Amendola (1975)
- Donna... cosa si fa per te, regia di Giuliano Biagetti (1976)
- Colpita da improvviso benessere, regia di Franco Giraldi (1976)
- Taxi Girl, regia di Michele Massimo Tarantini (1977)
- L'appuntamento, regia di Giuliano Biagetti (1977)
- Assassinio sul Tevere, regia di Bruno Corbucci (1979)
- Liquirizia, regia di Salvatore Samperi (1979)
- Ciao marziano, regia di Pier Francesco Pingitore (1980)
- Pierino contro tutti, regia di Marino Girolami (1981)
- I carabbimatti, regia di Giuliano Carnimeo (1981)
- Il paramedico, regia di Sergio Nasca (1982)
- Bello mio, bellezza mia, regia di Sergio Corbucci (1982)
- Pierino colpisce ancora, regia di Marino Girolami (1982)
- Vacanze in America, regia di Carlo Vanzina (1984)

#### Televisione
- Non cantare, spara, regia di Daniele D'Anza (1968)
- Le inchieste del commissario Maigret, regia di Mario Landi -  episodio La chiusa (1968)
- Astronave Terra, regia di Alberto Negrin (1971)
- Un'estate, un inverno, regia di Mario Caiano (1971)
- Prima, durante e dopo la partita, regia di Gian Domenico Giagni (1972)
- Qui squadra mobile, regia di Anton Giulio Majano - 1 episodio (1973)
- Tante scuse, regia di Romolo Siena (1974)
- Milleluci (Programma Nazionale, 1974)
- Vino, whisky e chewing-gum, regia di Vito Molinari (Programma Nazionale, 1974)
- Diagnosi, regia di Mario Caiano (1975)
- Di nuovo tante scuse, regia di Romolo Siena (1975-1976)
- Due ragazzi incorreggibili, regia di Romolo Siena (1976)
- Sandogat, regia di Mario Amendola e Bruno Corbucci (1976-77)
- Il commissario De Vincenzi 2, regia di Mario Ferrero - 1 episodio (1977)
- La granduchessa e i camerieri, regia di Gino Landi (1977)
- Noi... no!, regia di Romolo Siena (1977-1978)
- Nero su nero, regia di Dante Guardamagna – sceneggiato TV (1978)
- Stasera niente di nuovo, regia di Romolo Siena (1981)
- Attenti a noi due (1983)
- Zig Zag (1983-1986)
- Ci pensiamo lunedì (1984)

## Prosa televisiva Rai
- Don Desiderio disperato per eccesso, regia di Checco Durante, trasmessa il 4 luglio 1956
- Rivoluzione a Bengodi di Emilio Caglieri, regia di Enzo Liberti, trasmessa il 5 agosto 1957.
- Il colpo gobbo di Mario Soldati, regia di Daniele D'Anza, trasmessa il 28 gennaio 1962.
- La luna è tramontata, regia di Eros Macchi, trasmessa il 6 aprile 1962.
- La confessione del Capitano Brassbound, regia di Mario Ferrero, trasmessa il 3 settembre 1962.
- La volpe sfortunata.
- Robba vecchia e cori giovani (anche regista teatrale).
- Il colpo gobbo di Mario Soldati.
- Serata con Guy De Maupassant.
- Il tesoro in soffitta.

## Varietà radiofonici Rai
- Un capitano di 15 anni Autore dell'adattamento dal romanzo di Jules Verne (1958).
- Campidoglio, settimanale domenicale di vita romana, trasmissione locale di Roma e del Lazio, dal 1945, poi sostituita nel 1956 da una trasmissione simile Campo de' Fiori, realizzate tutte da Giovanni Gigliozzi, dalla prima sino al 1974.

## Doppiaggio

### Film
- Leopoldo Bendandi ne I due pericoli pubblici
- Ennio Antonelli ne Lo scopone scientifico, Ginger e Fred
- Eolo Capritti in Odio le bionde, Bollenti spiriti
- Natale Tulli in Dramma della gelosia (tutti i particolari in cronaca), Il casinista
- Gen Shimizu e Godzilla in Godzilla contro i giganti
- Martin Balsam in Comma 22
- Eric Corrie ne L'astronave atomica del dott. Quatermass
- John Dennis in Frankenstein Junior
- Sandro Dori in Brancaleone alle crociate
- Harold Gary ne Il braccio violento della legge
- Folco Lulli ne L'armata Brancaleone
- Gastone Moschin in Audace colpo dei soliti ignoti
- Nello Pazzafini in 40 gradi all'ombra del lenzuolo
- Cesare Miceli Picardi in 8½
- Piero Gerlini in 5 marines per 100 ragazze
- Robert Tessier ne La corsa più pazza d'America

### Serie televisive
- Michael Strong, Robert Karnes e Sean McClory in Colombo

### Serie animate
- Magilla Gorilla (2ª voce) in The Magilla Gorilla Show
- Chuckie in My Pet Monster

## Doppiatori italiani
- Aldo Barberito in Taxi Girl
- Ferruccio Amendola in Carmen di Trastevere
- Antonio Guidi in I ragazzi del massacro

È doppiato anche in La polizia è al servizio del cittadino? da un attore della CD non ancora identificato.

## Opere teatrali
Quasi tutte rappresentate dalla compagnia Stabile del Teatro di Roma, diretta da Checco Durante. Tra parentesi la data di prima rappresentazione e l'eventuale diversa compagnia di prima rappresentazione.
- L'esame (25 maggio 1962)
- La riconoscenza (30 marzo 1962)
- Fra le due litiganti (coautore: Checco Durante. 24 maggio 1962)
- Er doganiere (10 maggio 1962)
- N'appartamento (21 ottobre 1964)
- M'ha detto male: ho vinto! (11 aprile 1968)
- Be! Semo oneste per tradizione (24 giugno 1969, compagnia Il Piccolo)
- 'Na nottata movimentata (data non indicata, compagnia Il Piccolo)
- Cercasi eroe per monumento (3 dicembre 1971)
- Paura 90 (4 novembre 1972)
- Fior de gaggìa, guarda si che po' fa la gelosia (29 marzo 1975)
- Li racconti de la guardiola (14 dicembre 1976)
- Cavalcata romana (5 aprile 1976)
- Er Marchese der Grillo (coautore: F. Berardi. 4 dicembre 1977)
- La granduchessa e i camerieri, regia di Gino Landi (1977)
- Meo Patacca (10 ottobre 1978)
- La pignatta anniscosta (3 dicembre 1979)
- Le allegre commari de Trastevere (27 ottobre 1980)
- La famija De Tappetti e i ruoli organici (28 ottobre 1981)
- Caro Venanzio, ti scrivo questa mia (20 gennaio 1982)
- Er lampionaro delle stelle (22 dicembre 1982)
- Ste romane (riduzione da La Mandragola, 30 novembre 1983)
- Er testamento de Giulio (1º gennaio 1984)
- E vissero felici e contenti (25 ottobre 1985)

## Altre interpretazioni
Nel 1976 Liberti fu protagonista di uno spot di Carosello che pubblicizzava una casa produttrice di vini piemontesi. Nello spot recitava alcuni versi tratti dalla poesia di Giosuè Carducci Piemonte.

## Radio
Gran varietà (programma radiofonico) (1973 e 1978-1979)